# ドン 極道水滸伝
『ドン 極道水滸伝』（ドン ごくどうすいこでん）は、本宮ひろ志による日本の漫画作品。『ビッグコミック』（小学館）にて、1977年1号から1978年12号まで連載された。全3巻。1992年7月に全2巻でOVA化された。

## ストーリー
江戸時代から続く松山の名門やくざ、伊達一家の親分である伊達武吉は、単身赤岩組に乗り込み、組事務所をつぶしたが、一匹狼の暴力犯罪者を集めた旭日刑務所へ送られる。一方、下関にある下関播堂組三代目組長・室戸正一は日本全国のやくざ統一を目指し陰謀を巡らせていた。

## 登場人物

### 松山伊達組
伊達 武吉
声 - 緑川光
伊達一家の若親分。やくざの家に生まれ、やくざが嫌い。赤岩組の組事務所をダイナマイトで爆破し、そのまま鳥取にある旭日刑務所へ送られる。室戸組と二見会の戦争を仲介したことで全国のやくざに名が知られるようになる。父親である伊達組長が暗殺されたことをきっかけに松山伊達組十五代目組長となる。
島地 健三
声 - 森川智之
通称、ヒョロ健。交番から拳銃を奪い、白木組の組事務所を襲撃し、旭日刑務所へ送られる。
田中 六角
声 - 福田信昭
将軍の側近。
大瀬
声 - 小野健一

平 平吉
声 - 古田信幸
流れ者。
石松
声 - 高木渉

天海
声 - 中博史

俵
声 - 小杉十郎太
関西タイムスデスク。室戸とは学生時代からの付き合いである。武吉の人柄に惚れ、盃をかわし、伊達一家組員となる。この戦争を終わらせるため政界へ進出する。そこへやってきた室戸と刺し違え絶命する。
伊達
声 - 筈見純
武吉の父親で松山伊達組十四代目組長。室戸の鉄砲玉に暗殺される。
竹蔵
声 - 鈴木勝美

### 下関播堂組
室戸 正一
声 - 梁田清之
下関播堂組組員。先代組長の播堂練太郎を謀殺し遺言書を偽造、若頭の前川を始末し三代目を襲名する。全国のやくざ組織統一を掲げ、全国制覇を目論む。俵と刺し違え絶命する。
播堂練太郎
声 - 筈見純
下関播堂組二代目組長。室戸が雇った殺し屋にトラックではねられ暗殺される。
前川 銀造
声 - 笹岡繁蔵
下関播堂組若頭。播堂殺害の濡れ衣を着せられ室戸に射殺される。
輪島 光男
声 - 菅原淳一
下関播堂組幹部。
小島 五郎
声 - 沢木郁也
下関播堂組若衆。
辰巳
声 - 広瀬正志
下関播堂組辰巳一家組長。
室戸よし子
声 - 佐々木るん
室戸の妻で播堂の姪。播堂とともにトラックにはねられ死亡する。

### 白木組
太一
声 - 岩永哲哉
白木組組員。

### 共和会
村井 国夫
声 - 沢木郁也
共和会会長。播堂殺害の濡れ衣を着せられた上、室戸に刺殺される。
井上

### 大村組
大村
大村組組長。

### 二美会
倉吉 文次
二美会会長。
内田 頼三

沢田

### 海王組
三田村

高子
海王組組長の娘。

### 東洋会
鈴木 一
東洋会会長。
品川 鉄次
東洋会代貸。

### 九州金田組
金田
声 - 徳丸完
九州のやくざ。武吉の救援に訪れる。室戸に暗殺される。
二代目組長
声 - 辻谷耕史

### 旭日刑務所
鈴木
声 - 広瀬正志
旭日刑務所所長。
丸尾総次郎
声 - 藤本譲
通称、将軍。一級殺人で昭和18年に無期懲役を受け服役している。日本全国の刑務所に配下が500人おり、それぞれ刑務所を支配している。それゆえやくざたちからは身の安全のため顧問料を払っている。
仁助
声 - 中田和宏
将軍の配下であり運転手をしている。
金山

### その他
かおる
声 - 速見圭

田中マリ
声 - 池本小百合
六角の実妹。
ユカ
内田頼三の女。
山下一郎
山下造船の社長。

## OVA
- ドン 極道水滸伝（1992年7月1日発売）
- ドン 極道水滸伝 怒濤編（1992年9月9日発売）

### スタッフ
- 監督：関田修
- 演出：中山晴夫
- 絵コンテ：アミノテツロー
- 製作：河野英一、白石忠一
- 企画：中村季靖
- エグゼクティブプロデューサー：瀬島光雄
- 脚本：広瀬襄、アミノテツロー、山本正文
- キャラクターデザイン：山本正文
- 作画監督：大阪竹志
- 撮影監督：諌川弘
- 美術監督：金元永
- 音響監督：田中英行